# Henotesia katangensis
Henotesia katangensis är en fjärilsart som beskrevs av Frans G.Overlaet 1955. Henotesia katangensis ingår i släktet Henotesia och familjen praktfjärilar. Inga underarter finns listade i Catalogue of Life.